# 원동면 (양산시)
원동면(院洞面)은 대한민국 경상남도 양산시의 면이다. 넓이는 148.14km2이고 대부분이 산으로 이루어져 있다. 인구는 2011년 기준으로 1,961세대, 3,780명이다. 원동면에 있는 기차역은 원동역이 유일하며 원동역에서 출발하는 버스를 타면 천태산, 함포, 내포, 어영, 영포, 배내골, 물금으로 갈 수 있다. 영포리에는 신흥사라는 절이 있다. 원동역에서 영포리까지 7 km 구간은 현재 왕복 2차로이다. 이전에는 1차로였기 때문에 종종 교통체증이 생기곤 하였다. 양산시 강서동, 상북면, 하북면, 물금읍과 접해 있는 면이다.

## 연혁
- 1897년 : 하서면이라 칭하고, 8개 법정리동으로 구분
- 1926년 5월 : 용당리에서 현 위치로 이축
- 1936년 4월 1일 : 하서면을 원동면으로 개칭, 17개 행정리동으로 구성
- 1963년 1월 5일 : 이천출장소 개설
- 1979년 9월 1일 : 용당리 당곡마을에서 신곡마을을 분동(18개 행정리동)
- 1988년 7월 2일 : 현 청사 신축
- 1991년 10월 17일 : 화제리 명언마을에서 토교마을을 분동(19 행정리동)
- 1999년 8월 26일 :  이천 출장소 폐지, 이천 민원봉사센터로 개편
- 2008년 10월 15일 : 선리 장선마을에서 태봉마을을 분동(20 행정리동)

## 행정 구역
- 내포리
- 서룡리
- 선리
- 대리
- 영포리
- 원리
- 화제리
- 용당리

## 교육
- 원동초등학교 (원리)
  - 원동초등학교 쌍포분교 (폐교) : 원동로 2018 (내포리)
  - 원동초등학교 이천분교 (선리)
- 화제초등학교 (화제리)
- 원동중학교

## 명소·관광지
- 천태산

## 운행 버스 노선
- 137번
- 138번
- 2번
- 3번
- 1000번
- 328번